# Omocisteina
L'omocisteina è un amminoacido solforato di peso molecolare 135,186 u che si forma in seguito a perdita di un gruppo metilico da parte della metionina, un amminoacido essenziale nell'uomo, ossia da introdurre con la dieta.
Un'elevata concentrazione di omocisteina nel sangue (iperomocisteinemia) viene oggi considerata un fattore di rischio cardiovascolare.
La vitamina B6, la vitamina B12 e l'acido folico hanno un ruolo nel metabolismo dell'omocisteina:
- l'omocisteina può essere rimetilata a metionina attraverso due processi che richiedono acido folico, le vitamine B2 e B12, la betaina e lo zinco;
- l'omocisteina viene degradata in cisteina attraverso una serie di reazioni che richiedono la vitamina B6.